# Колебательная скорость
Колебательная скорость, виброскорость (the vibrational speed)— скорость колебательного движения частиц среды, расстояние проходимое частицей за единицу времени — секунду. Единица измерения в СИ — метр в секунду (м/с). Для гармонических колебаний колебательное смещение u определяется выражением
где {\displaystyle \varphi _{0}} — начальная фаза колебаний. Скорость {\displaystyle v(t)} находится дифференцированием этого выражения по времени, её максимальное значение составляет
то есть максимальное значение колебательной скорости равно произведению амплитуды колебательного смещения на круговую частоту.
Колебательная скорость связана со звуковым давлением соотношением
где p — звуковое давление, ZS — удельное акустическое сопротивление (акустическая жёсткость).
Колебательная скорость на несколько порядков меньше скорости упругой волны C, переносящей энергию данного колебательного движения.
Датчиком колебательной скорости является велосиметр.